# Punč
Punč (iz hindujščine पांच pāñč „pet“) je poživljajoča alkoholna pijača, ki izvira iz Indije. Njegovo ime naj bi v hindujščini pomenilo pet sestavin prvotnega recepta za punč. Po starodavnem prepričanju naj bi klinčki, kardamom, ingver, cimet in koromač aktivirali čakre in tako greli telo.
V Evropo naj bi ga v 17. stoletju prinesli Angleži. Od tam ga je po izročilu v Avstrijo prinesel Wolfgang Amadeus Mozart.
Punč je danes priljubljena sadno-aromatična pijača, katere ključna sestavina je običajno pomarančni sok, obstaja pa tudi veliko izpeljank z jabolčnim in drugimi sokovi ter tudi čaji.
Punč je priljubljena pijača ob božičnem času. Predstavlja nepogrešljivo pijačo na dunajskem božičnem sejmu. 